# Les Cluses
Les Cluses (katalanisch les Cluses) ist eine französische Gemeinde mit 258 Einwohnern (Stand 1. Januar 2022) im Département Pyrénées-Orientales in der Region Okzitanien. Sie gehört zum Arrondissement Céret und zum Kanton Vallespir-Albères.

## Nachbargemeinden
Nachbargemeinden von Les Cluses sind Le Boulou im Norden, Montesquieu-des-Albères im Nordosten, L’Albère im Osten, Le Perthus im Süden und Maureillas-las-Illas im Westen.

## Bevölkerungsentwicklung
| Jahr      | 1962 | 1968 | 1975 | 1982 | 1990 | 1999 | 2013 |
| Einwohner | 49   | 67   | 115  | 148  | 165  | 219  | 259  |

## Sehenswürdigkeiten
- Reste römischer Befestigungen (Les Cluses liegt an der Via Domitia)
- romanische Kirche Sainte-Marie in La Cluse-Haute
- Burgruine in La Cluse-Haute
- Kirche Saint-Pierre in Laner (12. Jahrhundert)
- Kirche Saint-Pierre in La Sureda (1368 bezeugt)